# فنفريد أوتو شومان
فنفريد أوتو شومان (بالألمانية: Winfried Otto Schumann)‏ هو فيزيائي ألماني، ولد في 20 مايو 1888 في توبينغن في ألمانيا، وتوفي في 22 سبتمبر 1974 في ميونخ في ألمانيا.